# 林凯瑜
林凯瑜（1964年7月26日—）是一名居住在华沙的作家，曾任歐洲華文作家協會秘書長。

## 生平
林凯瑜，1964年7月生于台湾台北。曾攻读日本京都立命馆大学日本文学专业，肆业。现定居于波兰华沙。1996年进华沙大学中文系进修，1999年获硕士学位，在国立华沙经济大学任教。2002年自办一所中文学校。次年加入歐洲華文作家協會。2004年始在华沙私立企管大学任教至今。2007年加入德国中文学校联合会並于2009年出版中波教科书。作品《波兰生活》、《善心人》、《奇迹之都》、《我和儿子的语言矛盾》等收入多种选本。